# 赫爾梅特峰

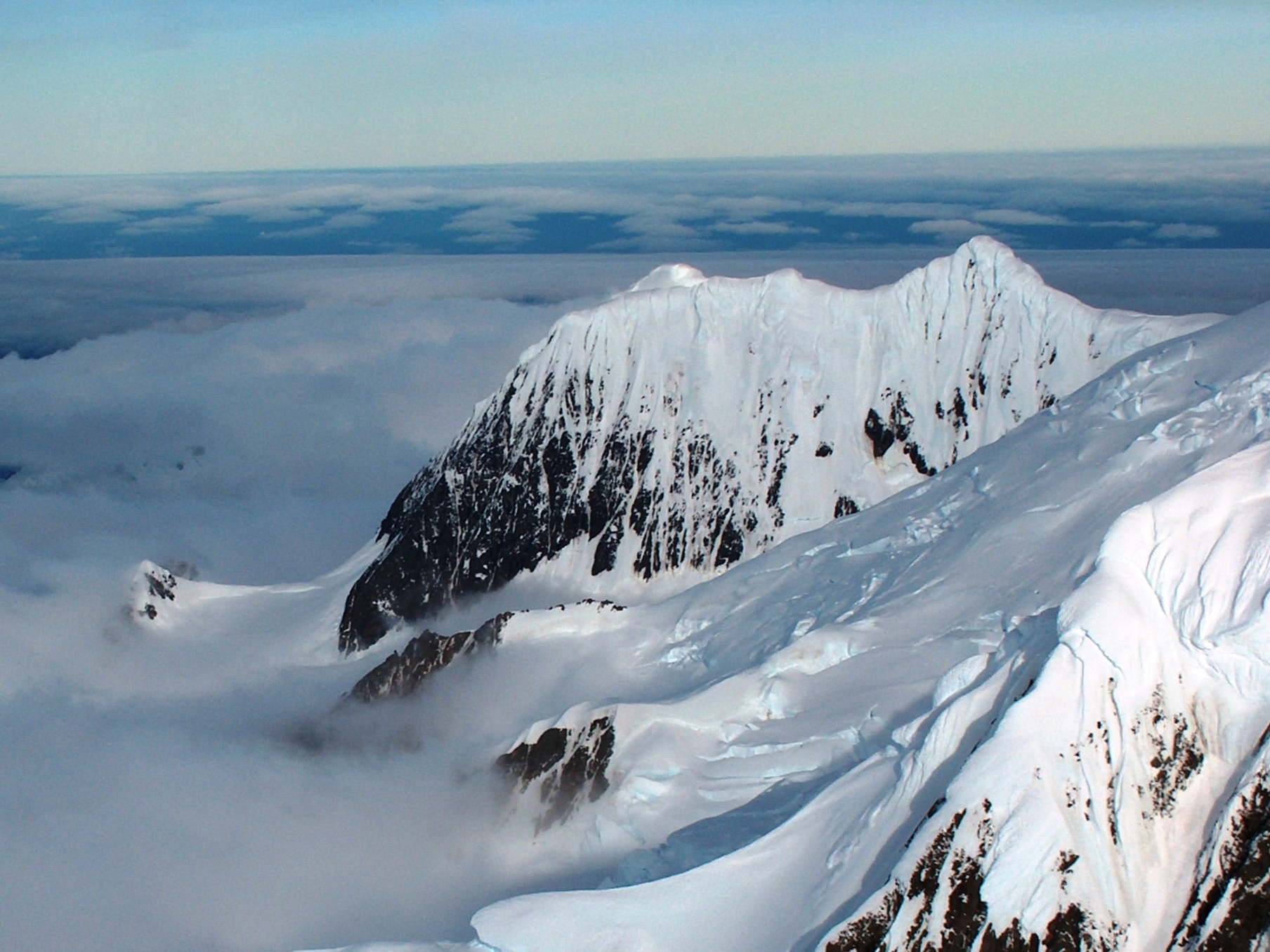

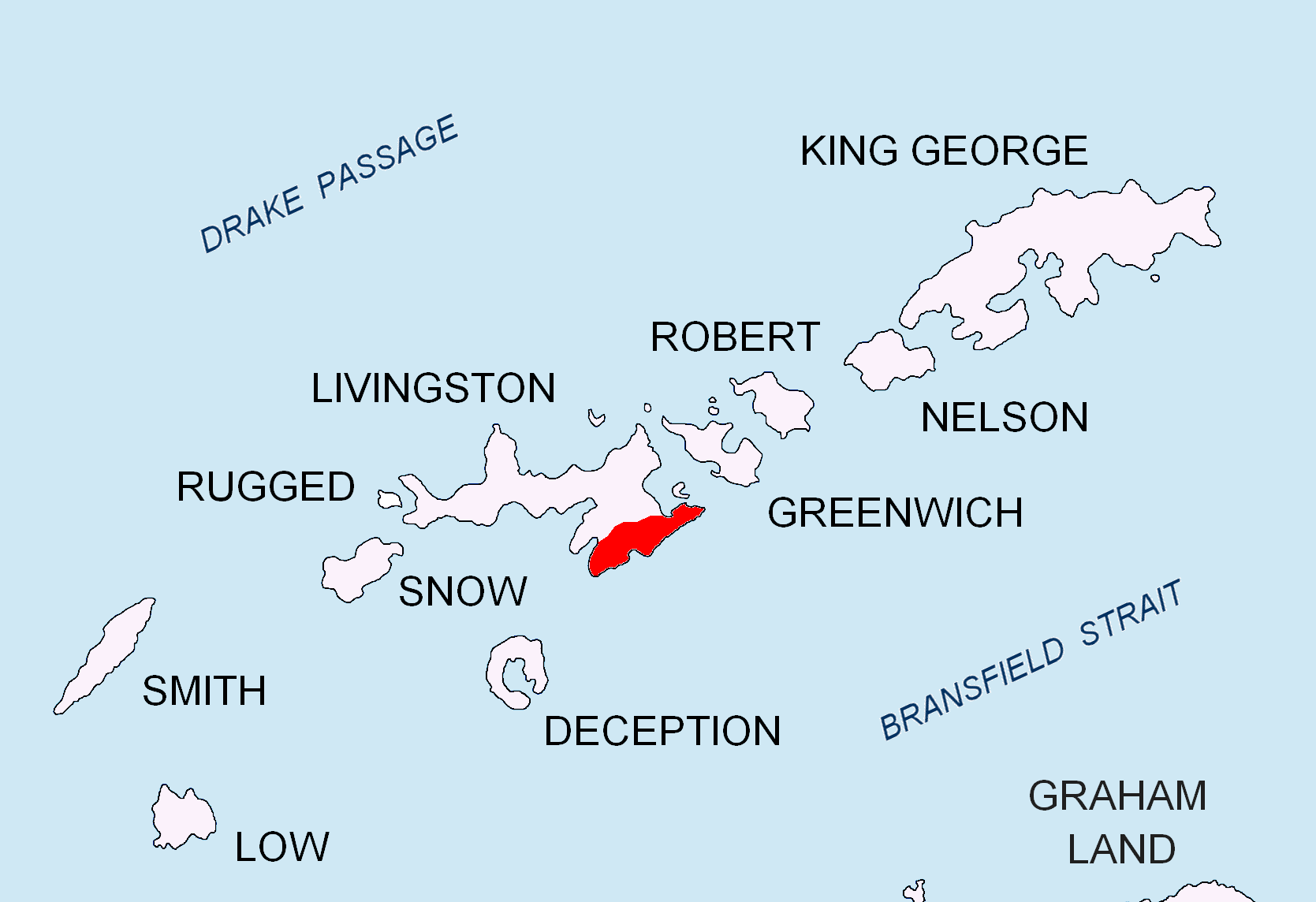

赫爾梅特峰（英語：Helmet Peak）是南極洲的山峰，位於南設得蘭群島的利文斯頓島，屬於騰格里山脈中列夫斯基嶺的一部分，處於大針峰東北面2.15公里、圖特拉坎峰東南面1.66公里、因圖伊申峰以南1.39公里、普洛夫迪夫峰以西1.17公里和拉迪奇科夫峰以北2.8公里，海拔高度1,254米。

## 外部連結
- SCAR Composite Gazetteer of Antarctica （页面存档备份，存于）

62°39′S 60°01′W / 62.650°S 60.017°W